# Milesa Anděra Zrnić
Milesa Anděra Zrnić (* 1977 Bela Crkva) je architektka, zpěvačka a raperka. Do roku 1999 působila v Srbsku, od té doby působí v České republice. Od roku 2006 je zpěvačkou a raperkou skupiny WWW, jejímž členem je i její manžel Ondřej Anděra. Mají spolu dvě děti.
Narodila se ve vojvodinském městě Bela Crkva, její praděda byl Čech a přišel původně do Banátu z Hodonína. Studovala architekturu na univerzitě v Bělehradu (1996–1999) a na pražské ČVUT (1999–2003). Od roku 2006 je zpěvačkou a raperkou skupiny WWW, podílela se již na albu Neurobeat. Používá češtinu i srbštinu. V architektuře se věnuje zejména interiérovému designu.